# DJ YURiA
DJ YURiA（ディージェイ・ユリア、1987年1月8日 - ）は、日本のDJである。かつてはホリプロインターナショナルに所属していた。東京都出身。

## 来歴
2007年に5SHIPとして活動し、その後DJ活動をするために2011年3月11日に脱退。その後バックダンサーとしても活動し、DJやモデルが集まったユニットQUISSのメンバーとしても活動した。